# Hans Lang (compositor austríaco)
Hans Lang (Viena, 5 de julho de 1908 – Viena, 28 de janeiro de 1992) foi um compositor austríaco de música para filmes, e sons Vienenses.
Escreveu uma opereta o musikalisches Lustspiel opereta Lisa, benimm dich! Que estreou em Viena em 21 de Março de 1939.

## Obras selecionadas
| - Wozu ist die Straße da - Lach ein bissel, wein ein bissel - Liebe kleine Schaffnerin - Der alte Herr Kanzleirat - Wenn der Steffel wieder wird, so wie er war - Mariandl | - Du bist die Rose vom Wörthersee - Stell dir vor, es geht das Licht aus - Wenn ich mit meinem Dackel - Wann i blau bin-siecht mei Alte "Rot" - Das Wiener Wetter - Der alte Sünder |

## Música de Filmes
| 1937 - Lumpacivagabundus 1938 - Der Hampelmann 1939 - Hurra! Ich bin Papa! 1939 - Das jüngste Gericht 1947 - Der Hofrat Geiger 1948 - Der Herr Kanzleirat 1950 - Der alte Sünder 1950 - Auf der Alm, da gibt's ka Sünd 1951 - Zwei in einem Auto 1951 - Hallo Dienstmann 1951 - Eva erbt das Paradies 1952 - Knall und Fall als Hochstapler 1952 - Du bist die Rose vom Wörthersee 1952 - Die Fiakermilli 1952 - Der Obersteiger 1952 - Der Mann in der Wanne 1953 - Straßenserenade 1953 - Knall und Fall als Detektive | 1953 - Kaiserwalzer 1954 - Kaisermanöver 1955 - Die Wirtin zur Goldenen Krone 1956 - Liebe, Schnee und Sonnenschein 1956 - Lumpazivagabundus 1956 - Verlobung am Wolfgangsee 1956 - Lügen haben hübsche Beine 1956 - Manöverzwilling 1956 - Kaiserball 1956 - Husarenmanöver 1957 - Ober, zahlen! 1957 - Heiratskandidaten 1957 - Heimweh ... dort wo die Blumen blüh'n 1957 - Die Lindenwirtin vom Donaustrand 1958 - Immer die Radfahrer 1958 - Hallo, Taxi 1961 - Mariandl 1962 - Mariandls Heimkehr |